# Górnik Zabrze 2013-2014
Questa voce raccoglie le informazioni riguardanti lo Górnik Zabrze nelle competizioni ufficiali della stagione calcistica 2013-2014.

## Rosa
Aggiornata al 22 settembre 2013.
| N. |                         | Ruolo | Calciatore             |
| -- | ----------------------- | ----- | ---------------------- |
| 1  | Lettonia (bandiera)     | P     | Pāvels Šteinbors       |
| 2  | Polonia (bandiera)      | D     | Błażej Augustyn        |
| 3  | Polonia (bandiera)      | D     | Antoni Łukasiewicz     |
| 4  | Polonia (bandiera)      | D     | Rafał Kosznik          |
| 5  | Ucraina (bandiera)      | D     | Oleksandr Shevelyukhin |
| 6  | Polonia (bandiera)      | C     | Radosław Sobolewski    |
| 7  | Estonia (bandiera)      | C     | Sergei Mošnikov        |
| 8  | Polonia (bandiera)      | A     | Przemysław Oziębała    |
| 9  | Polonia (bandiera)      | A     | Szymon Skrzypczak      |
| 10 | Polonia (bandiera)      | C     | Konrad Nowak           |
| 13 | Polonia (bandiera)      | D     | Maciej Mańka           |
| 14 | Burkina Faso (bandiera) | A     | Préjuce Nakoulma       |
| 15 | Polonia (bandiera)      | C     | Maciej Małkowski       |
| 17 | Polonia (bandiera)      | D     | Paweł Olkowski         |
| 18 | Polonia (bandiera)      | C     | Łukasz Madej           |

| N. |                                 | Ruolo | Calciatore          |
| -- | ------------------------------- | ----- | ------------------- |
| 19 | Polonia (bandiera)              | C     | Mariusz Przybylski  |
| 20 | Polonia (bandiera)              | A     | Mateusz Zachara     |
| 21 | Polonia (bandiera)              | D     | Mariusz Magiera     |
| 22 | Polonia (bandiera)              | D     | Seweryn Gancarczyk  |
| 26 | Polonia (bandiera)              | D     | Adam Danch          |
| 27 | Polonia (bandiera)              | A     | Daniel Barbus       |
| 28 | Bosnia ed Erzegovina (bandiera) | D     | Boris Pandža        |
| 29 | Polonia (bandiera)              | C     | Krzysztof Mączyński |
| 31 | Polonia (bandiera)              | D     | Tomasz Wełnicki     |
| 33 | Polonia (bandiera)              | P     | Norbert Witkowski   |
| 34 | Polonia (bandiera)              | D     | Michał Płonka       |
| 38 | Polonia (bandiera)              | C     | Bartosz Iwan        |
| 89 | Polonia (bandiera)              | A     | Wojciech Łuczak     |
| 94 | Polonia (bandiera)              | A     | Kamil Cupriak       |
| 96 | Polonia (bandiera)              | P     | Mateusz Kuchta      |